# Марьямяки, Пекка
Пекка Марьямяки (фин. Pekka Marjamäki, 18 декабря 1948, Тампере, Финляндия — 10 мая 2012, там же) — финский хоккеист, защитник.

## Карьера
Начиная с 1964 в течение 18 сезонов выступал за клуб «Таппара»(1964-1979,1981-1984), в составе которого пять раз становился чемпионом. Два сезона провел в шведском «ХВ-71». В регулярных чемпионатах Финляндии сыграл 476 матчей, 254 очка (125 шайб+129 передач). В плей-офф - 50 игр, 30 очков (14+16). Номер «3», под которым Марьямяки выступал за «Таппару», выведен клубом из обращения. В 1990 введен в финский зал хоккейной славы под номером «68».
Участник двух Олимпиад (Саппоро 1972, Инсбрук 1976 (12 матчей,2 гола), десяти чемпионатов мира (1967, 1969—72, 1974, 1975, 1977-79,(85 матчей,15 голов). В 1998 введен в Зал славы ИИХФ. Умер от инфаркта в мае 2012 года.

## Достижения
- Пятикратный чемпион Финляндии 1975, 1977, 1979, 1982, 1984.
- Игрок года в Финляндии 1975.
- Лучший защитник финского чемпионата сезона 1974/75.
- Лучший защитник чемпионата мира 1975.
- Член финского зала хоккейной славы.
- Член зала хоккейной славы ИИХФ.